# Espaço Comum Galeguista
A Espaço Comum Galeguista (Galego: Espazo Común Galeguista) é uma coligação eleitoral formada pelos partidos Espaço Comum, Galiza Sempre, Compromisso pela Galiza, Unidade Local e Coligação Galega com o objetivo de se apresentar às Eleições Regionais na Galiza de 2024.